# Paulton
Paulton est un village et une paroisse civile située au nord des collines de Mendip, dans l'autorité unitaire de Bath and North East Somerset.